# Diarthron linifolium
Diarthron linifolium är en tibastväxtart som beskrevs av Porphir Kiril Nicolai Stepanowitsch Turczaninow. Diarthron linifolium ingår i släktet Diarthron och familjen tibastväxter. Inga underarter finns listade i Catalogue of Life.